# اورشاک‌باش‌کارامالی
اورشاک‌باش‌کارامالی (انگلیسی: Urshakbashkaramaly) یک شهرک در شهرستان میاکینسکی استان باشقیرستان کشور روسیه است.